# 紀元前694年
紀元前694年（きげんぜん694ねん）は、西暦（ローマ暦）による年。紀元前1世紀の共和政ローマ末期以降の古代ローマにおいては、ローマ建国紀元60年として知られていた。紀年法として西暦（キリスト紀元）がヨーロッパで広く普及した中世時代初期以降、この年は紀元前694年と表記されるのが一般的となった。

## 他の紀年法
- 干支 : 丁亥
- 中国
  - 周 - 荘王3年
  - 魯 - 桓公18年
  - 斉 - 襄公4年
  - 晋 - 晋侯緡13年
  - 秦 - 武公4年
  - 楚 - 武王47年
  - 宋 - 荘公17年
  - 衛 - 黔牟3年
  - 陳 - 荘公6年
  - 蔡 - 哀侯元年
  - 曹 - 荘公8年
  - 鄭 - 子亹元年
  - 燕 - 桓侯4年
- 朝鮮
  - 檀紀1640年
- ユダヤ暦 : 3067年 - 3068年

## できごと

### 中国
- 斉の襄公と魯の桓公が濼で会合した。桓公と夫人の文姜は斉に赴いた。
- 魯の桓公が斉で死去し、斉は公の車に同乗していた公子彭生を殺した。
- 鄭の子亹と高渠弥（中国語版）が斉軍に殺され、祭仲が公子嬰を陳から迎えて鄭の国君に擁立した。
- 周公黒肩が周の荘王を殺して王子克（中国語版）を擁立しようと図った。辛伯が荘王に報告し、周公黒肩を殺害した。王子克は燕に亡命した。

## 死去
- 魯の桓公
- 鄭の子亹
- アッシュール・ナディン・シュミ
- ルリ(Luli、もしくはエルライオス(Elulaios))(ティルス)の王